# Péter Tóth
Péter Tóth (12 de julho de 1882 – 28 de fevereiro de 1967) foi um esgrimista húngaro que participou dos Jogos Olímpicos de Verão de 1908, 1912 e de 1928, sob a bandeira da Hungria.